# Oxypteron schawerdai
Oxypteron schawerdai is een vlinder uit de familie bladrollers (Tortricidae). De wetenschappelijke naam is voor het eerst geldig gepubliceerd in 1936 door Rebel.
De soort komt voor in Europa.